# Den som beder skall få
Den som beder skall få är en sång komponerad för kör med text från Bibeln, Matteus 7:7 och musik av Hjalmar Hansen.

## Publicerad i
- Frälsningsarméns sångbok 1968 som nr 14 i körsångsdelen under rubriken "Bön".
- Frälsningsarméns sångbok 1990 som nr 753 under rubriken "Bön".